# Marc Benda
Pour les articles homonymes, voir Benda.
Marc Benda (né à Bruxelles en 1969) est un écrivain français.

## Biographie
Arrière-petit-neveu de Julien Benda, ancien élève de l'école européenne de Uccle en Belgique et de khâgne du Lycée Henri-IV, il s'est orienté après des études de philosophie vers l'écriture et la littérature à la suite de son service militaire accompli pendant la Guerre de Bosnie dans les années 1990.
En 1995, dans Paris-Bihać, un récit écrit en collaboration avec François Crémieux, il donne une description de l'action de l'armée française dans le cadre des opérations de maintien de la paix de la FORPRONU. Ce récit est partiellement traduit en serbo-croate par le quotidien de Sarajevo Oslobodenje en 1996 et librement adapté en 1997 par le cinéaste Philippe Faucon sous le titre Les Étrangers.
En 1998, dans un roman appelé La Sécurité sociale, il revient sur son expérience de casque bleu en Bosnie-Herzégovine tout en insérant cette expérience dans la vie quotidienne en France.

## Publications
- Paris-Bihać (avec François Crémieux), Éditions Michalon, collection « Les Temps modernes », 1995, récit.
- La Sécurité sociale, Éditions Balland, 1998, roman.